# Іоанн Георг Пінзель (срібна монета)
«Іоа́нн Гео́рг Пі́нзель» — срібна ювілейна монета номіналом 5 гривень, яку випустив Національний банк України. Присвячена визначному скульптору середини XVIII століття, який працював з деревом і каменем, представникові пізнього бароко і рококо, зачинателю Львівської школи скульпторів Іоану Георгу Пінзелю. Постать Пінзеля загадкова — майже нічого не відомо про його особу, забуту протягом двісті років. Тільки в останні десятиліття спадщина майстра, якого сучасні європейські мистецтвознавці називають слов'янським Мікеланджело, привертає неабияку увагу фахівців та шанувальників, його роботи в 2011 році експонуватимуться в Луврі. Ансамбль скульптур у камені для Бучацької ратуші та для вівтаря в Городенківському костелі, кам'яна скульптура на парапеті собору Св. Юра у Львові, великий вівтар у селі Годовиці та вівтар у парафіяльному костелі в місті Монастириська — тільки окремі роботи творчого доробку майстра.
Монету введено в обіг 29 листопада 2010 року. Вона належить до серії «Видатні особистості України».

## Опис та характеристики монети
| Номінал грн. | Метал            | Маса, грам    | Діаметр, мм. | Якість виготовлення | Гурт                           | Тираж, штук |
| ------------ | ---------------- | ------------- | ------------ | ------------------- | ------------------------------ | ----------- |
| 5            | срібло 925 проби | 15,55 / 16,81 | 33,0         | пруф                | гладкий із заглибленим написом | 5 000       |

### Аверс
На аверсі монети розмістили: угорі на матовому тлі малий Державний Герб України та напис півколом «НАЦІОНАЛЬНИЙ БАНК УКРАЇНИ», на дзеркальному тлі зображено «еталон барокової краси» — будівлю ратуші в Бучачі, ліворуч і праворуч від якої розмістили написи: «2010/ БУЧАЧ; 5/ГРИВЕНЬ/ ТЕРНОПІЛЬЩИНА».

### Реверс
На реверсі монети зобразили композицію — перед скульптурою Янгола стоїть з інструментом у руках майстер, вражений витвором, що вийшов з-під його різця, по колу написи — «ІОАНН ГЕОРГ ПІНЗЕЛЬ», «бл. 1710—1761».

## Автори

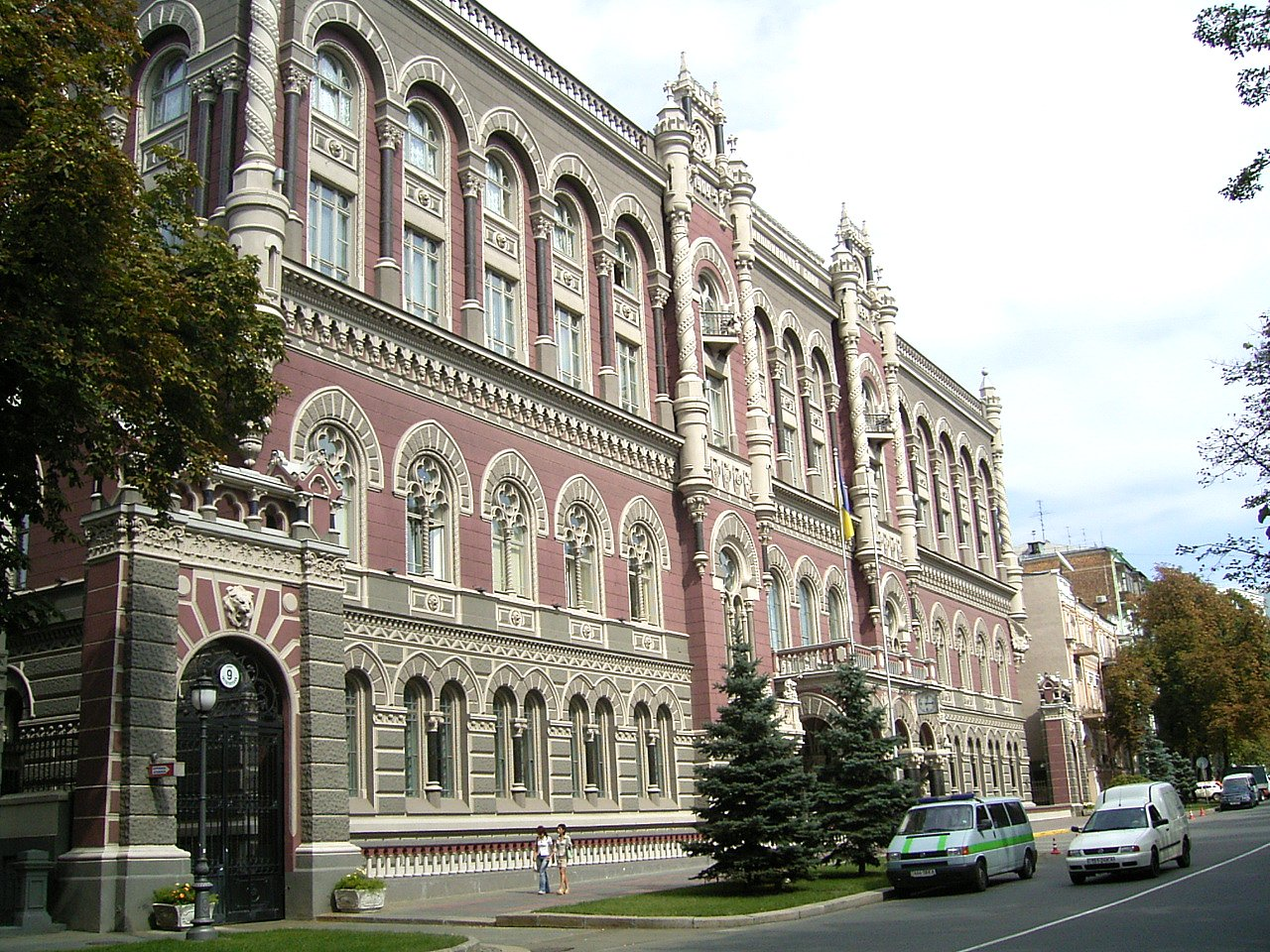
Будівля Національного банку України

- Художники: Таран Володимир, Харук Олександр, Харук Сергій.
- Скульптори: Дем'яненко Анатолій, Дем'яненко Володимир.

## Вартість монети
Ціна монети — 531 гривня, була зазначена на сайт Національного банку України 2018 року.
Фактична приблизна вартість монети, з роками змінювалася так:
| Рік        | 2011 | 2012 | 2013 | 2014 | 2015 | 2016 | 2017 | 2018 | 2019 | 2020 | 2021 | 2022 | 2023  | 2024  | 2025  |
| ---------- | ---- | ---- | ---- | ---- | ---- | ---- | ---- | ---- | ---- | ---- | ---- | ---- | ----- | ----- | ----- |
| Ціна, грн. | 330  | 370  | 350  | 300  | 350  | 450  | 600  | 500  | 450  | 450  | 600  | 770  | 1 100 | 1 500 | 1 900 |